# Ioan Avram Mureșan
Ioan Avram Mureșan (n. 24 ianuarie 1959, Baia Mare) este un fost deputat român în legislatura 1992-1996 și în legislatura 1996-2000, ales în județul Mureș pe listele comune ale PNȚCD și PER. Din februarie 1997 a fost membru în grupul parlamentar de prietenie cu Portugalia. Ioan Avram Mureșan a deținut funcțiile de Ministru al Reformei din 1997 iar din 1998 a fost Ministrul Agriculturii și Alimentației.

## Controverse

### Dosarul de deturnare de fonduri
În 18 decembrie 2003 a fost deferit justiției de Parchetul Național Anticorupție (ulterior DNA), după ce procurorii au obținut avizul legal pentru declanșarea urmăririi penale.
Alături de el au mai fost trimise în judecată alte trei persoane: Ioan Truță Enea (fost secretar general adjunct și consilier în cadrul Ministerului Agriculturii și Alimentației - MAA) - pentru deturnare de fonduri și complicitate la luare de mită în formă continuată, Silvia Căpitanu (fost director general al Direcției Integrare Europeană și Cooperare Internațională din MAA) - pentru deturnare de fonduri, și Dan Jiga (fost director general al Direcției Generale Economice și Relații Bugetare din MAA) - pentru două infracțiuni de luare de mită în formă continuată.
Ioan Avram Mureșan, în calitate de ministru, ar fi întocmit, în mai 1999, noiembrie 1999 și aprilie 2000, mai multe rapoarte pentru scoaterea din rezerva de stat sub formă de împrumut a cantității de 5.000 de tone de ulei.
De asemenea, Mureșan ar fi deturnat fonduri cauzând o pagubă Ministerului Agriculturii și Alimentației de 25,5 de miliarde de lei vechi.
În aprilie 2011 a fost condamnat de Înalta Curte de Casație și Justiție la 7 ani de închisoare cu executare pentru corupție în dosarul în care a fost acuzat de deturnare de fonduri. Pe 28 mai 2012 a primit verdictul final în acest dosar, judecătorii respingând recursul lui Mureșan, și a intrat în arest.
Mureșan a fost condamnat de magistrații instanței supreme și la interzicerea mai multor drepturi, pe o perioadă de cinci ani după executarea pedepsei.
De asemenea, instanța supremă a decis condamnarea fostului consilier personal al lui Mureșan, Ioan Truță, tot la 7 ani de închisoare cu executare, iar Silvia Căpitanu, fost director în cadrul Ministerului Agriculturii, a fost condamnată la cinci ani de închisoare.
Un alt director din cadrul ministerului, Dan Jiga, a fost achitat de magistrații Înaltei Curți.

### DosarulCaltaboșul
Potrivit rechizitoriului Direcției Naționale Anticorupție, în 13 septembrie 2007 și 23 septembrie 2007, Decebal Traian Remeș, în calitate de ministru al Agriculturii și Dezvoltării Rurale la acea dată, ar fi acceptat și primit produse alimentare în valoare de 1.500 de lei și suma de 15.000 de euro de la Gheorghe Ciorbă, prin intermediul lui Mureșan.
Pe 14 februarie 2012 instanța supremă i-a condamnat pe foștii miniștri Decebal Traian Remeș și Ioan Avram Mureșan la câte trei ani de închisoare cu executare, în dosarul în care sunt acuzați de fapte de corupție.
La data de 9 septembrie 2012 fiul său, Dan Mureșan, în vârstă de 32 de ani a fost găsit mort în camera sa dintr-un hotel din Kenya. Dezvăluirile făcute în fața unei Comisii de anchetă ale Parlamentului Britanic în martie 2018 referitoare la furtul de informații personale din rețeaua de socializare Facebook indică faptul că Dan Mureșan ar fi fost executat.